# Vickers VC10
Vickers VC10 var ett flygplan som tillverkades av det brittiska företaget Vickers. Flygplanet hade en relativt unik design eftersom alla fyra jetmotorerna var placerade i stjärten – ett liknande plan är Iljusjin Il-62. Flygplanet flög för första gången 1962 och tillverkades endast i 54 exemplar. Tillverkningen lades ner 1970.
BOAC, föregångaren till British Airways, var den första kunden som beställde detta plan. Man behövde ett jetplan för sina afrikanska rutter som ofta var hot and high "höga och varma", en av de mest utmanande kombinationerna vid start för flygplan som ställer krav på stor motoreffekt och stor vingyta.
Flygplanet hade rekordet över Atlanten från New York till London i 41 år, bortsett från överljudsplanet Concorde, med tiden 5 timmar och 1 minut. Först i februari 2020 flög en Boeing 747 från British Airways, med hjälp av stormen Ciara, snabbare.
Vickers VC10 blev en brakförlust för tillverkaren, runt 20 miljoner £ förlorades (1970 års värde) och det ledde till att Vickers upphörde som flygplanstillverkare och blev uppköpt.
Planet flögs bland annat av:
- Air Malawi
- BOAC, senare British Airways
- British Caledonian
- British United Airways
- East African Airways
- Ghana Airways
- Gulf Air
- Laker Airways
- Middle East Airlines
- Nigeria Airways
- Royal Air Force

Planet var VIP-transport för bland annat Förenade Arabemiraten och Oman.
Utrangerade civila flygplan byggdes om till tankplan och användes av Royal Air Force till september 2013.